# Märtha Ahlberg
Märtha Elvira Ahlberg, född 13 september 1902 i Stockholm, död 22 maj 1990 i Stockholm, var en svensk vissångerska.
Hon började som körsångerska, alt, och sjöng under hela sitt liv i olika kyrkokörer i Stockholm såsom Storkyrkan, Katarina och Maria. Debuten som vissångerska på grammofon skedde i slutet av 1930-talet och hon gjorde sina sista inspelningar när hon var över 80 år gammal. 
Hennes repertoar var stor och varierad och hon framträdde i radio redan 1936 och fortsatte med det i nästan femtio år. Hon uppträdde också sommartid på olika utomhusscener runtom i Stockholm.

## Teater

### Radioteater
| År   | Roll | Produktion                       | Regi        |
| ---- | ---- | -------------------------------- | ----------- |
| 1940 |      | En gammal symaskin Moa Martinson | Lars Madsén |